# Francisco Varela Martín
Francisco Miguel Varela Martín (Atarfe, Granada, 26 de octubre de 1994) es un futbolista español que juega en la U. D. Melilla de la Segunda Federación.

## Trayectoria
Jugó una temporada en el Granada 74 Club de Fútbol y después paso a los escalafones inferiores del Granada CF. Entró en la cantera del Real Betis, con 13 años.
En la temporada 2012-13 se incorporó al Betis B en Segunda división B y en mayo de 2013 fue convocado por primera vez con el primer equipo, para el partido de liga que jugó el equipo bético contra el F. C. Barcelona, en el Camp Nou, aunque no llegó a jugar este partido.
Debutó con el primer equipo contra el Rubin Kazán en la Liga Europa de la UEFA, en febrero de 2014, al sustituir a Rubén Castro en el minuto 81 de partido.
En la siguiente temporada (2013-14), el Betis había descendido a segunda división y Varela hizo su estreno en el campeonato liguero el 23 de noviembre de 2014, en el partido contra el Deportivo Alavés, jugado en el Benito Villamarín y que supuso la destitución de su entrenador Julio Velázquez. Esa temporada, jugó 22 partidos y logró afianzarse en la titularidad del primer equipo, después de aprovechar la baja por lesión de su compañero Álex Martínez y la baja forma de Casado. En la temporada siguiente, con los béticos en Primera División juega 14 partidos, haciendo su debut en la máxima categoría del fútbol español el 27 de septiembre de 2015 en el Molinón de Gijón en el partido de la sexta jornada que los béticos ganaron por 1 a 2 al Sporting de Gijón, jugando los 90 minutos del encuentro. El 14 de julio de 2016 se desvincula del club sevillano y fichó por dos temporadas con el Real Oviedo que militó en la Segunda División de España y con quien debutó en la segunda jornada contra el R. C. D. Mallorca. Tras dos temporadas en el conjunto carbayón, se marchó al Rayo Majadahonda.
En julio de 2019 se marchó a Portugal para jugar en el Belenenses SAD. Allí estuvo hasta enero de 2021, momento en el que regresó al fútbol español tras firmar con el San Fernando C. D. hasta final de temporada.
El 7 de julio de 2021 el Extremadura U. D. anunció su fichaje para la temporada 2021-22 firmando por dos años. Sin embargo, a mitad de campaña abandonó el club y se marchó a la U. E. Costa Brava.
El 15 de julio de 2022 fichó por el C. D. Alcoyano. Dejó el club en el siguiente mes de enero para recalar en el Linares Deportivo. En este equipo estuvo hasta la finalización de su contrato al término de la temporada 2023-24. Entonces se unió al C. D. Atlético Paso, donde estuvo media campaña antes de fichar por la U. D. Melilla en enero.

## Selección nacional
Ha sido internacional con las selecciones españolas sub-18 (un partido) y con la sub-19 (dos partidos). Una luxación de la rodilla izquierda, producida en un entrenamiento con la propia selección, le hizo perderse el europeo de esta categoría en 2013.
También ha jugado con la selección sub-20.

## Estadísticas
Actualizado el 8 de diciembre de 2024.
| Club                             | Div.          | Temporada     | Liga  | Liga  | Copas nacionales | Copas nacionales | Torneos internacionales | Torneos internacionales | Total | Total |
| Club                             | Div.          | Temporada     | Part. | Goles | Part.            | Goles            | Part.                   | Goles                   | Part. | Goles |
| -------------------------------- | ------------- | ------------- | ----- | ----- | ---------------- | ---------------- | ----------------------- | ----------------------- | ----- | ----- |
| Real Betis Balompié "B" · España | 2.ª B         | 2011-12       | 2     | 0     | —                | —                | —                       | —                       | 2     | 0     |
| Real Betis Balompié "B" · España | 2.ª B         | 2012-13       | 34    | 3     | —                | —                | —                       | —                       | 34    | 3     |
| Real Betis Balompié "B" · España | 3.ª           | 2013-14       | 18    | 3     | —                | —                | —                       | —                       | 18    | 3     |
| Real Betis Balompié "B" · España | 2.ª B         | 2014-15       | 10    | 0     | —                | —                | —                       | —                       | 10    | 0     |
| Real Betis Balompié "B" · España | Total club    | Total club    | 64    | 6     | 0                | 0                | 0                       | 0                       | 64    | 6     |
| Real Betis Balompié · España     | 1.ª           | 2013-14       | —     | —     | —                | —                | 1                       | 0                       | 1     | 0     |
| Real Betis Balompié · España     | 2.ª           | 2014-15       | 22    | 0     | —                | —                | —                       | —                       | 22    | 0     |
| Real Betis Balompié · España     | 1.ª           | 2015-16       | 14    | 0     | 2                | 0                | —                       | —                       | 16    | 0     |
| Real Betis Balompié · España     | Total club    | Total club    | 36    | 0     | 2                | 0                | 1                       | 0                       | 39    | 0     |
| Real Oviedo · España             | 2.ª           | 2016-17       | 16    | 1     | —                | —                | —                       | —                       | 16    | 1     |
| Real Oviedo · España             | 2.ª           | 2017-18       | 8     | 0     | —                | —                | —                       | —                       | 8     | 0     |
| Real Oviedo · España             | Total club    | Total club    | 24    | 1     | 0                | 0                | 0                       | 0                       | 24    | 1     |
| C. F. Rayo Majadahonda · España  | 2.ª           | 2018-19       | 25    | 1     | 1                | 0                | —                       | —                       | 26    | 1     |
| C. F. Rayo Majadahonda · España  | Total club    | Total club    | 25    | 1     | 1                | 0                | 0                       | 0                       | 26    | 1     |
| Belenenses SAD Portugal          | 1.ª           | 2019-20       | 9     | 0     | 2                | 0                | —                       | —                       | 11    | 0     |
| Belenenses SAD Portugal          | 1.ª           | 2020-21       | 0     | 0     | 0                | 0                | —                       | —                       | 0     | 0     |
| Belenenses SAD Portugal          | Total club    | Total club    | 9     | 0     | 2                | 0                | 0                       | 0                       | 11    | 0     |
| San Fernando C. D. · España      | 2.ª B         | 2020-21       | 15    | 0     | —                | —                | —                       | —                       | 15    | 0     |
| San Fernando C. D. · España      | Total club    | Total club    | 15    | 0     | 0                | 0                | 0                       | 0                       | 15    | 0     |
| Extremadura U. D. · España       | 1.ª F         | 2021-22       | 15    | 0     | 1                | 0                | —                       | —                       | 16    | 0     |
| Extremadura U. D. · España       | Total club    | Total club    | 15    | 0     | 1                | 0                | 0                       | 0                       | 16    | 0     |
| U. E. Costa Brava · España       | 1.ª F         | 2021-22       | 19    | 4     | —                | —                | —                       | —                       | 19    | 4     |
| U. E. Costa Brava · España       | Total club    | Total club    | 19    | 4     | 0                | 0                | 0                       | 0                       | 19    | 4     |
| C. D. Alcoyano · España          | 1.ª F         | 2022-23       | 17    | 0     | —                | —                | —                       | —                       | 17    | 0     |
| C. D. Alcoyano · España          | Total club    | Total club    | 17    | 0     | 0                | 0                | 0                       | 0                       | 17    | 0     |
| Linares Deportivo · España       | 1.ª F         | 2022-23       | 13    | 1     | —                | —                | —                       | —                       | 13    | 1     |
| Linares Deportivo · España       | 1.ª F         | 2023-24       | 34    | 0     | 2                | 0                | —                       | —                       | 36    | 0     |
| Linares Deportivo · España       | Total club    | Total club    | 47    | 1     | 2                | 0                | 0                       | 0                       | 49    | 1     |
| C. D. Atlético Paso · España     | 2.ª F         | 2024-25       | 6     | 0     | 0                | 0                | ―                       | ―                       | 6     | 0     |
| C. D. Atlético Paso · España     | Total club    | Total club    | 6     | 0     | 0                | 0                | 0                       | 0                       | 6     | 0     |
| U. D. Melilla · España           | 2.ª F         | 2024-25       | 0     | 0     | ―                | ―                | ―                       | ―                       | 0     | 0     |
| U. D. Melilla · España           | Total club    | Total club    | 0     | 0     | 0                | 0                | 0                       | 0                       | 0     | 0     |
| Total carrera                    | Total carrera | Total carrera | 277   | 13    | 8                | 0                | 1                       | 0                       | 286   | 13    |
| 1. 2. 3.                         |               |               |       |       |                  |                  |                         |                         |       |       |